# Carl Shy
Carl Shy (anglès: Carl Leslie Shy)  (Los Angeles, 13 de setembre de 1908 - Comtat d'Orange, 17 de desembre de 1991) fou un jugador de bàsquet estatunidenc que va competir durant la dècada de 1930.
El 1936 va prendre part en els Jocs Olímpics de Berlín, on guanyà la medalla d'or en la competició de bàsquet. Jugà a bàsquet universitari amb la Universitat del Sud de Califòrnia.